# ドクソグラフィー
ドクソグラフィー（英語: Doxography、ドイツ語: Doxographie）は、古典文献学・思想史学の専門用語で、古代の思想家・思想史家が、自分よりも過去の思想家たちの学説（意見・見解）をまとめ、あるいはさらに個別のトピックごとに整理した書物を指す。日本語では学説誌（がくせつし）と翻訳される。
この用語を造ったのは、「ソクラテス以前の哲学者」の研究者として著名な、19世紀ドイツの古典文献学者ヘルマン・ディールスである。語源は、古典ギリシア語の「ドクサ」（δόξα、意見・見解）に、「書誌」（英語: bibliography、ビブリオグラフィー）などと同様の「グラフィー」（古典ギリシア語の動詞「グラペイン」γράφειν、書く・記述する に由来）を足したもの。

## 各分野での扱い

### 古代ギリシア哲学
「ソクラテス以前の哲学者」をはじめとする古代ギリシア哲学の文献の大半が消失している現状、我々が持っている知識は、後世の学説誌の記述に依る所が大きい。たとえば、我々が知っているタレスやアナクサゴラスの自然哲学についてのほとんどは、アリストテレスの『形而上学』や、プラトンの『ソクラテスの弁明』などに書かれてあったことである。つまり言い換えれば、プラトンやアリストテレスといった哲学者は学説誌家（ドクソグラファー）でもあり、「先達はこう述べている」と先達の学説についてコメントしていた。
造語者のディールスは、アリストテレスの後継者である自然学者テオプラストスの『自然学説誌』（希: Φυσικῶν δόξαι, 散佚）を「最初の正式な学説誌」とした上で、「後世のギリシア・ローマの学説誌の大半は、直接的・間接的に本書を継承している」とした。
学説誌の要素をもつ文献の例として以下がある。
- テオプラストス『自然学説誌』 - タレスからプラトンに至る自然学説をトピックごとに整理。後世に要約版・改訂版が多数作られた。
- アエティオス（英語版）『学説誌』
- プルタルコス『モラリア（英語版）』
- セクストス・エンペイリコス『学者たちへの論駁』
- アレクサンドリアのクレメンス『ストロマテイス』
- ヒッポリュトス『全異端反駁論（英語版）』
- ディオゲネス・ラエルティオス『ギリシア哲学者列伝』 - 伝記の中で学説を伝える。
- ストバイオス『自然学抜粋集』『倫理学抜粋集』
- シンプリキオスの諸アリストテレス註解（英語版） - 注釈の中で積極的に学説を伝える。

ほか。

### イスラム教
イスラム教のドクソグラフィーには、トルコのムスリム神学者アブー・マンスール・マートゥリーディーによる『Kitab al-Maqalat』のような、イスラム教の宗派と流れの中の逸脱に関する神知学の仕事の集合体がある。